# 34297 Willfrazer
2000 QH156 (asteroide 34297) é um asteroide da cintura principal. Possui uma excentricidade de 0.10674320 e uma inclinação de 8.52679º.
Este asteroide foi descoberto no dia 31 de agosto de 2000 por LINEAR em Socorro.